# Barron, Wisconsin
Barron este un oraș din comitatul Barron din statul Wisconsin al Statelor Unite ale Americii. Populația localității, care este și sediul comitatului era de 3.248  de locuitori conform recensământului Statelor Unite din anul 2000.

## Geografie
Barron este localizat la 45°24′1″N 91°50′52″V / 45.40028°N 91.84778°V (45.400527, -91.847948)..
Potrivit Biroului Recensământului SUA, orașul are o suprafață totală de   2,8 mile² (7,4 km²) din care 2,8 mile² (7,1 km²) este uscat și 0,1 mile² (0,2 km² )(2,82%) este apă.
Localități din apropiere
Diagrama de mai jos arată localitățile din apropierea orașului Barron, pe o rază de 20 km.

## Personalități
- Charles C. McDonald (n.1933), general